# Лев Добрянський
Лев Добрянський (англ. Lev Dobriansky; 9 листопада 1918, Нью-Йорк — 30 січня 2008, Вашингтон) — американський громадський та політичний діяч українського походження, багаторічний президент Українського конгресового комітету США (у 1949—1954 та 1962—1983), професор Джорджтаунського університету, автор понад 500 праць з економіки та міжнародної політики, у тому числі політики США щодо колишнього СРСР.

## Походження та освіта
Народився у м. Нью-Йорк у родині українських іммігрантів. Навчався у Нью-Йоркському та Фордхемському університетах.
- У 1944—1945 роках служив в американській армії.
- З 1948 року викладач Джоржтаунського університету у м. Вашингтон. Серед студентів Льва Добрянського була Катерина Ющенко (тоді Чумаченко), дружина третього президента України Віктора Ющенка.
- У 1944 — 1945 роках викладач у Національному військовому коледжі.
- З 1970 — директор Інституту порівняльної політики та економічних систем.

## Дипломатична кар'єра
Короткий час працював у дипломатичному представництві в Чилі (1975 — 1976).
25 жовтня 1982 був представлений президентом США Рональдом Рейганом, як посол США на Багамських островах. Займав цю посаду до 30 серпня 1986 року.

## Позиція
Лев Добрянський активно лобіював питання щодо виходу України зі складу СРСР серед американських законодавців та Уряду. Займався різними питаннями створення нової ідентифікації українського народу у світі, в тому числі розвінчував «міф про український антисемітизм» та багато іншого. Був ініціатором традиції щорічного святкування у Конгресі США «Резолюції про тиждень поневолених націй», яка притягувала увагу у світі до стану національних меншостей в СРСР, в тому числі українців

## Смерть
Церемонія прощання відбулася 10 лютого у Вашингтоні на Арлінгтонському Національному цвинтарі. Президент України Віктор Ющенко висловив співчуття заступнику Держсекретаря США Полі Добрянській з приводу смерті її батька — Льва Добрянського.
«Пішов із життя один з провідних діячів української діаспори, знаний дипломат, який був справжнім сподвижником українсько-американської дружби», — йдеться у співчутті глави держави. «Лев Добрянський назавжди залишиться у наших серцях як видатна людина, яка пройшла яскравий життєвий шлях, тісно пов'язаний з Україною. Ми поділяємо біль втрати та сумуємо разом з Вами у цей тяжкий час скорботи», — наголошено у листі Президента України до Поли Добрянської.

## Сім'я
Дружина Джулія (Julia, *1946). Дочки Лариса та Пола (Paula, *1955).